# Абзаново (Архангельський район)
Абза́ново (рос. Абзаново, башк. Абҙан) — село у складі Архангельського району Башкортостану, Росія. Адміністративний центр Абзановської сільської ради.
За матеріалами XVIII століття, с. Абзаново при р. Інзер засноване старшиною Кумрик-Табинської волості Якшембетом Урасовим. Він відомий тим, що в 1760 році повідомив Оренбурзькому гірничому начальству про відкриття нафтового родовища на території вотчини.
Населення — 836 осіб (2010; 899 в 2002).
Національний склад:
- башкири — 96 %